# Зачарани смрћу
Зачарани смрћу (рус. Зачарованные смертью) је роман из 1993. године Свјетлане Александровне Алексијевич (блр. Святлана Аляксандраўна Алексіевіч), савремене белоруске новинарке и књижевнице, добитнице Нобелове награде за књижевност 2015. године.
Књига "Очарани смрћу" органски је укључена у ауторкин креативни систем који она сама назива „Великом утопијом“.

## О аутору
Свјетлана Александровна Алексијевич (1948, Станислав, Украјина), совјетска је и белоруска књижевница, новинарка и сценариста документарних филмова. Сем романа написала је двадесетак сценарија за документарне филмове и три драме. Пише на руском језику.

## О књизи
Књига Зачарани смрћу је посвећена проблему самоубиства у време оштрих друштвених промена у бившем Совјетском Савезу.
Огромна империја, Совјетски савет, социјалистичка земља, која је заузимала шестину планете је пропала. Током првих пет година након тога забележено је на стотине хиљада самоубистава. Људи су умели да живе само у социјализму и нису знали како да живе даље. Међу самоубицама нису били само комунистички фанатици, већ и песници, маршали, обични комунисти.
Ауторка се овде бави проблемом о којем се дуго ћутало. Могуће је да је совјетска власт чину самоубиства замерила првенствено самовољи. Неприхватање самоубиства као произвољаног, акта независтаног од тоталитарне моћи, јасно сведочи о томе да земља и даље остаје та која контролише живот. Самоубиство се сматрало неприхватљивим и зато што је држава узурпирала права личног избора. Држава која није могла да призна идеју да право на извршење по својој вољи припада неком другом. Даље, отворено причање о самоубиству има и разарајући утицај на мит о стопостотном једноумљу срећног друштва.